# Gerhard Wörner (Geologe)
Gerhard Wörner  (* 21. September 1952 in Kassel) ist ein deutscher Mineraloge, Geologe, Petrograph, Vulkanologe und Geochemiker.
Wörner besuchte das Gymnasium Bad Sooden-Allendorf (heute Teil der Rhenanus-Schule), wo er sein Abitur erwarb. Anschließend studierte er Mineralogie an der Ruhr-Universität Bochum, an der er 1977  bei Werner Schreyer sein Diplom erhielt (Petrographische und statistische Untersuchungen an Fremdgesteinsauswürflingen in den jüngsten Ablagerungen des Wehrer Kessels/E-Eifel) und 1982 bei Hans-Ulrich Schmincke mit Auszeichnung promoviert wurde (Dissertation: Geochemisch-mineralogische Entwicklung der Laacher See Magmakammer). 1976 bis 1980 war er Stipendiat der Studienstiftung des Deutschen Volkes. Kurz vor dem Ausbruch  am 18. Mai 1980 war er als studentischer Vulkanologe am Mount St. Helens, wurde aber vorher aus der unmittelbaren Umgebung ausgeflogen. Nach der Promotion war er wissenschaftlicher Mitarbeiter in Bochum und forschte ab 1986 in den Anden. 1988 habilitierte er sich in Geologie und Mineralogie (Magmenevolution und Eruption in unterschiedlichem geotektonischem Milieu). Ab 1988 war er Lehrstuhlvertreter, Dozent (ab 1990) und Heisenberg-Stipendiat an der Universität Mainz und ab 1993 war er Professor für Geochemie an der Georg-August-Universität Göttingen.
Er untersuchte Vulkanite der Eifel, in den zentralen Anden, Costa Rica, in der Antarktis (Ursache des dortigen rezenten Vulkanismus) und auf Kamtschatka, forschte über Fremdgesteine in Vulkaniten (Mantel-Xenolithe), die Entstehung von Flutbasalten, die Geodynamik der zentralen Anden und über die Petrographie von Graniten in Mitteleuropa.
Ein Schwerpunkt seiner Forschung sind die zentralen Anden und der dortige Vulkanismus. Aus Mikrokristallen im Magma rekonstruierte er dort die Genese des Magmas bis kurz vor der Eruption. Er befasst sich dort auch interdisziplinär mit der Geodynamik der Anden (Vulkanismus, Hebung, Erosion, Klima- und Landschaftsentwicklung).

## Auszeichnungen
1988 erhielt er den Victor Moritz Goldschmidt Preis der Deutschen Mineralogischen Gesellschaft und 1989 den Albert Maucher-Preis der Deutschen Forschungsgemeinschaft. 1997 erhielt er den Gottfried-Wilhelm-Leibniz-Preis. 2003 wurde er Mitglied der Göttinger Akademie der Wissenschaften, und 2014 erhielt er die Hans-Stille-Medaille. 2013 erhielt er als erster Ausländer den Distinguished Geological Career Award der Geological Society of America. 2021 wurde er von der Deutschen Mineralogischen Gesellschaft mit der Abraham-Gottlob-Werner-Medaille ausgezeichnet.